# Martin Gamboš
Martin Gamboš, född 23 januari 1998, är en slovakisk fotbollsspelare som spelar för Västerås SK.  

## Karriär
I augusti 2022 värvades Gamboš av Västerås SK, där han skrev på ett halvårskontrakt. Efter en fin höst så skrev Gamboš på för två nya år med Västerås SK.